# شحوب الموت
 شُحُوْب المَوْت أو امتقاع اللَّون المَوتِيّ أو الشُّحوب الرِّمِّيّ (باللاتينية: Pallor mortis) هو أَوَّل مراحل الموت، يحدُث شُحوب بعد الموت عند من بشرتهم فاتِحة/بيضاء.

## التوقيت وقابلية التطبيق
يحدث شحوب الموت في الغالب مُباشرةً (خلال 15–25 دقيقة) بعد الموت؛ حيث يجعل تطوُّر الشُّحوب السَّريع بعد الموت استخدامَه قليل إلى مَعدوم في تحديد وقت الموت، والقول أنَّ الموت حدث قبل أقلّ من 30 دقيقة مضت أو أكثر قد يُساعِد في معرفة هل عُثِرَ على الجثَّة بسرعة بعد الموت.

## السبب
يَنْتُج شحوب الموت من توقُّف الدَّورة الشَّعريَّة في جسم الإنسان، وتُسَبِّب الجاذبيَّة غَوْر الدَّم إلى داخِل الأجزاء السُّفلى من الجسم مُحدِثةً الزُّرْقة الرِّمِّيَّة.

## شحوب مشابه في الأشخاص الأحياء
يُمكِن للشَّخص الحي أن يبدو شاحِبًا كشحوب الموت؛ يحدث الأمر في حالات تجعَل الدَّم يتسرَّب من سطح الجلد، كحالات الصَّدمة العميقة. وأيضًا يُمكن لفَشَل القلب أن يجعَل الوجه يبدو رماديًّا، ويكون عند الشَّخص أيضًا شِفاه زرقاء. ومن الحالات الأُخرى لشحوب الجلد الَّتي تكون بسبب تضيُّق الأوعية كجزء من حالة استتباب أجهزة الجسم في ظروف الطقس البارد أو إن كان الجلد يُعاني من عَوَز الفيتامين د الَّذي يُرى عند الأَشخاص اللَّذين يُمضون أغلب وقتهم في البيت والمَباني بعيدًا عن أَشِعَّة الشَّمْس.